# Лапчиці
Лапчиці (пол. Łapczyce) — село в Польщі, у гміні Жміґруд Тшебницького повіту Нижньосілезького воєводства.
Населення — 384 особи (2011).
У 1975-1998 роках село належало до Вроцлавського воєводства.

## Демографія
Демографічна структура станом на 31 березня 2011 року:
|          | Загалом | Допрацездатний вік | Працездатний вік | Постпрацездатний вік |
| -------- | ------- | ------------------ | ---------------- | -------------------- |
| Чоловіки | 176     | 44                 | 127              | 5                    |
| Жінки    | 208     | 57                 | 117              | 34                   |
| Разом    | 384     | 101                | 244              | 39                   |